# Петербургская школа функциональной грамматики
Петербу́ргская шко́ла функциона́льной грамма́тики (ПШФГ) — направление функциональной грамматики, ориентированное на описание системы семантических категорий в их языковом выражении, центром разработки которого с начала 1990-х годов является Отдел теории грамматики Института лингвистических исследований РАН.
Эта школа выросла из идей Ленинградской грамматической школы и Ленинградской аспектологической школы.
Ведущую роль в работе ПШФГ сыграла научная и организационная деятельность члена-корреспондента РАН, профессора СПбГУ Александра Владимировича Бондарко.
Для ПШФГ характерно сочетание двух направлений анализа и описания языкового материала — исходно-семантического и исходно-формального. Основной принцип построения грамматики связан с подходом «от семантики к средствам её выражения».
Разработанная в рамках ПШФГ модель функциональной грамматики представляет собой одно из существующих направлений функционально-грамматических исследований. Категориальная грамматика, направленная на описание системы семантических категорий в их языковом выражении, и коммуникативная грамматика, направленная на описание того, как конкретный речевой смысл воплощается в живом функционировании высказываний участников общения, дополняют друг друга, отражая разные стороны лингвистической функциологии.

## Этапы формирования концепции школы
Концепция ПШФГ складывалась на основе аспектологии и выросла из идей Ленинградской аспектологической школы, основателем которой был Ю. С. Маслов (Маслов 1959; 1978; 1984). Исследование связей между видом и способами действия, взаимодействия значений видовых форм и контекста повлекло за собой введение в лингвистику понятия аспектуальности.
В трудах А. В. Бондарко 1970-х — 1980-х гг. исследовались «соседние» поля, ближайшие к аспектуальности: темпоральность, временная локализованность, таксис (см. Бондарко 1971 а; 1071 б; 1976; 1978; 1983; 1984). Это направление исследований было развито и другими учеными, работы которых составили содержание сборников статей по функциональному анализу грамматических категорий и единиц, а также грамматических аспектов высказывания, издаваемых под редакцией А. В. Бондарко в 1970-е — 1980-е гг. (1973, 1976, 1980, 1986). Эти сборники были подготовительным этапом работы над созданием шеститомной коллективной монографии «Теория функциональной грамматики», первый том которой вышел в 1987 г.
В этом коллективном труде (ТФГ 1987; 1990; 1991; 1992; 1996а; 1996б) выделяются и описываются 4 группировки полей: (1) ФСП с предикативным центром: аспектуальность, темпоральность, модальность и др.; (2) ФСП с субъектно-объектным ядром: субъект, объект, коммуникативная перспектива высказывания; (3) ФСП с качественно-количественным ядром: качественность, количественность, компаративность, посессивность; (4) ФСП с обстоятельственным ядром: локативность, обусловленность.
Анализ функционально-семантического поля был проведён главным образом на материале русского языка.
В создании ТФГ 1987—1996 приняли участие 44 автора (не только из России, но и из других стран). Таким образом сформировалась концепция ПШФГ.
Дальнейшие этапы работы ПШФГ отразились в коллективной монографии «Межкатегориальные связи в грамматике» (1996) и многотомной серии коллективных работ под общим заголовком «Проблемы функциональной грамматики» (выходивших в 2000—2013 гг.). Эти труды были посвящены взаимодействию категорий морфологии и синтаксиса в высказывании (2000), семантической инвариантности/вариативности (2002), полевым структурам (2005), категоризации семантики (2009) и принципу естественной классификации (2013).
Ответвлением этой школы можно считать Санкт-Петербургскую школу онтолингвистики.
Идеи ПШФГ разрабатывались в ходе диалога и тесного научного контакта с Ленинградской (Санкт-Петербургской) типологической школой.

### 1973
- Бондарко А. В. (отв. ред.). Функциональный анализ грамматических категорий. Л., 1973.

### 1976
- Бондарко А. В. (отв. ред.). Функциональный анализ грамматических категорий и единиц. Л., 1976.

### 1980
- Бондарко А. В. (отв. ред.). Функциональный анализ грамматических единиц. Л., 1980.

### 1986
- Бондарко А. В. (отв. ред.). Функциональный анализ грамматических аспектов высказывания. Л., 1986
- Бондарко А. В. (отв. ред.). Функционально-типологические проблемы грамматики. Тезисы научно-практической конференции «Функциональное и типологическое направления в грамматике и их использование в преподавании теоретических дисциплин в вузе». Вологда, 12-13 июня 1986 г. Ч. 1-2. Вологда: ЛО ИЯ АН СССР, Вологодский гос. пед. ин-т, 1986.

### 1987
- Бондарко А. В. (отв. ред.). Теория функциональной грамматики: Введение. Аспектуальность. Временная локализованность. Таксис. Л.: Наука, 1987.- 348 с. (ТФГ 1987; изд. 2-е, стереотипное — М., 2001).

### 1989
- Шубик С. А. Категория залога и поле залоговости в немецком языке. Л.: ЛО изд-ва «Наука», 1989. — 124 с.

### 1990
- Бондарко А. В. (отв. ред.). Теория функциональной грамматики: Темпоральность. Модальность. Л., 1990.- 264 с. (ТФГ 1990).

### 1991
- Бондарко А. В. (отв. ред.). Теория функциональной грамматики: Персональность. Залоговость. СПб., 1991.- 371 с. (ТФГ 1991).

### 1992
- Бондарко А. В. (отв. ред.). Теория функциональной грамматики: Субъектность. Объектность. Коммуникативная перспектива высказывания. Определённость / неопределенность. СПб., 1992.- 348 с. (ТФГ 1992).

### 1993
- Шелякин М. А. Справочник по русской грамматике. М.: Русский язык, 1993.- 000 с. (5-е издание, стереотипное: М.: Дрофа, 2006.- 5+355 с.

### 1996
- Бондарко А. В. (отв. ред.). Теория функциональной грамматики: Качественность. Количественность. СПб.: Наука, 1996.- 264 с. (=ТФГ 1996 а).
- Бондарко А. В. (отв. ред.). Теория функциональной грамматики: Локативность. Бытийность. Посессивность. Обусловленность. СПб.: Наука, 1996.- 229 с. (= ТФГ 1996 б).
- Бондарко А. В. (отв. ред.). Межкатегориальные связи в грамматике. СПб.: Дмитрий Буланин, 1996.- 231 с.
- Бондарко А. В. (отв. ред.). Взаимодействие грамматических категорий в языке и речи. Тезисы докладов конференции. Вологда, 27-29 сент. 1996 г. / Ред. колл. А. В. Бондарко, С. М. Кибардина, Н. А. Козинцева, В. С. Храковский и др. Вологда: «Русь», 1996.

### 1999
- Poupynin Y. A. Interaction between aspect and voice in Russian. München, 1999.

### 2000
- Бондарко А. В., Шубик С. А. (отв. ред.). Проблемы функциональной грамматики: Категории морфологии и синтаксиса в высказывании. Санкт-Петербург: «Наука», 2000. 346 с. 1000 экз. ISBN 5-02-028440-8.
- Functional Grammar: Aspect and Aspectuality. Tense and Temporality. München, 2000.
- Voyeikova M.D. Russian existential sentences: a functional approach. München: LINCOM EUROPA, 2000.
- Парменова Т. В. Практическая функциональная грамматика русского языка (Specimina philologiae Slavicae, 127). München, 2000.- 247 с.

### 2001
- Бондарко А. В. (отв. ред.). Теория функциональной грамматики: Введение. Аспектуальность. Временная локализованность. Таксис. 2-е изд. — Москва: Эдиториал УРСС, 2001. — 348 с. (Первое издание — Ленинград: «Наука», 1987).
- Бондарко А. В. (отв. ред.). Теоретические проблемы функциональной грамматики: Материалы Всероссийской научной конференции (Санкт-Петербург, 26-28 сентября 2001 г.). — СПб.: Наука, 2001. — 208 с.
- Шелякин М. А. Функциональная грамматика русского языка. М.: Русский язык, 2001.- 288 с.

### 2002
- Бондарко А. В., Шубик С. А. (отв. ред.). Проблемы функциональной грамматики. Семантическая инвариантность / вариативность. СПб.: «Наука», 2002 г. — 366 стр.

### 2005
- Бондарко А. В., Шубик С. А. (отв. ред.). Проблемы функциональной грамматики: Полевые структуры. — СПб.: «Наука», 2005. — 480 с. Тираж 800 экз. ISBN 5-02-026996-4

### 2006
- Шелякин М. А. Справочник по русской грамматике. 5-е издание, стереотипное. М.: Дрофа, 2006.- 5+355 с. (первое изд.: М.: Русский язык, 1993).
- Князев Ю. П. Грамматическая семантика: Русский язык в типологической перспективе. — М.: Языки славянских культур, 2007. — 704 с. — (Studia philologica). — ISBN 5-9551-0178-0.

### 2009
- Бондарко А. В., Шубик С. А. (отв. ред.) Проблемы функциональной грамматики: Категоризация семантики. СПб.: Наука, 2009.

### 2010
- Воейкова М. Д. (отв. ред.). Избыточность в грамматическом строе языка. Acta Linguistica Petropolitana. Т VI, ч.2.

### 2011
- Воейкова М. Д. (отв. ред.). Системные связи в грамматике и тексте. Материалы чтений памяти Ю. А. Пупынина 30 апреля 2010 г. СПб.: Нестор-История, 2011.- 236 с.
- Попова Л. В. Лингвистический термин: проблема качества (Опыт составления Комплексного словаря терминов функциональной грамматики). 2-е изд. М.: Флинта, 2011.- 198 с.

### 2013
- Бондарко А. В., Казаковская В. В. (отв. ред.) Проблемы функциональной грамматики. Принцип естественной классификации. М.: Наука, 2013.- 513 с.
- Бондарко А. В. (отв. ред.). Глагольные и именные категории в системе функциональной грамматики. СПб.: Нестор-История, 2013. — 360 с.